# 마리엔탈
마리엔탈(Mariental)은 나미비아 남부에 위치한 도시로, 하르다프 주의 주도이며 수도 빈트후크(이 곳에서 북쪽으로 274km 정도 떨어진 곳에 위치함)와 케이트만스호프(이 곳에서 남쪽으로 232km 정도 떨어진 곳에 위치함)를 연결하는 국도 B1호와 트랜스나미브 철도가 지나간다. 나미비아에서 가장 큰 댐인 하르다프 댐이 들어서 있다.